# ScalaTest
ScalaTest — бібліотека для тестування програмного забезпечення на мовах Scala та Java. Бібліотека дозволяє вибирати між юніт/інтерграційний та приймальний стилями написання тестів, підтримує загальні макроси та спеціалізовані утиліти порівняння очікуваних та отриманих даних, маркування тестів, інтеграцію із бібліотеками тестування на Java та Scala, підтримує тестування властивостей.
Створена Білом Веннерсом, Джорджем Бергером, Чуа Чі Сенгом та ін. починаючи із 2007 році.

## Стилі тестування у ScalaTest
- FunSuite
- FlatSpec
- FunSpec
- WordSpec
- FreeSpec
- Spec
- PropSpec
- FeatureSpec

## Інтеграція із бібліотеками тестування

### Для роботи іззаглушками
- ScalaMock
- EasyMock
- JMock
- Mockito

### Для тестуваннявебзастосунків
- Selenium